# Justin Wolf
Justin Wolf (Dortmund, 15 oktober 1992) is een Duits voormalig weg- en baanwielrenner. Die tussen 2019 en 2021 reed voor de Duitse wielerploeg Bike Aid. In 2020 werd op de hij met de Duitse ploeg Europees kampioen gemengde ploegenestafette.

## Palmares

### Wegwielrennen
2011
 nationaal kampioen tijdrijden junioren/O23
2019
 Europees kampioenschap gemengde ploegenestafette
2020
 Europees kampioenschap gemengde ploegenestafette
Proloog Ronde van Roemenië
2021
1e etappe Ronde van Mevlana
1e etappe Belgrade Banjaluka
2023
1e etappe Kreiz Breizh Elites (ITT)

### Baanwielrennen
| Jaar       | DK                                        | EK         | WK         | Overige                                                            |            |
| Als junior | Als junior                                | Als junior | Als junior | Als junior                                                         | Als junior |
| ---------- | ----------------------------------------- | ---------- | ---------- | ------------------------------------------------------------------ | ---------- |
| 2010       | ploegenachtervolging                      |            |            |                                                                    |            |
| Als elite  |                                           |            |            |                                                                    |            |
| 2017       | achtervolging · 6e 1km tijdrit            | 4e derny   |            |                                                                    |            |
| 2018       | 4e achtervolging 6e omnium                |            |            |                                                                    |            |
| 2019       | 4e omnium 5e puntenkoers 8e achtervolging |            |            | Grenchen: · puntenkoers · puntenkoers · 4e koppelkoers · 4e omnium |            |